# La Saison des immortelles
Pour plus de détails, voir Fiche technique et Distribution.
La Saison des immortelles est un téléfilm français réalisé par Henri Helman, présenté en 2009 pour lors du festival de la fiction TV de la Rochelle et diffusé le 1er juin 2010 sur France 3.

## Synopsis
Tout se passe en mai 1944, pendant la Seconde Guerre mondiale. Un ingénieur nommé Simon Charroux travaille dans une usine ayant été réquisitionnée par les Allemands. Il est le chef d'un réseau de résistance qu'il a lui-même créé. 
Pendant que le débarquement en France se prépare, l'ingénieur réalise qu'il est surveillé par les Allemands: il croit que son réseau a été découvert. 
Paniqué, il alerte Londres, qui lui envoie un officier britannique, chargé d'organiser avec Simon une réunion avec l'ensemble du réseau. Tout se déroulera dans une cabane abandonnée sur une plage (un lieu rêvé pour l'assaut d'un groupe de soldats nazis). 
L'officier lui avoue que les Allemands sont sûrement au courant de son implication dans un réseau de résistants, mais il lui donne également l'ordre d'obtenir la confiance des Allemands pour continuer à pouvoir renseigner les Alliés.
Simon est face à un terrible choix : dénoncer et laisser mourir ses amis, ou bien se trahir lui-même afin de préserver l'anonymat du réseau...

## Tournage
Cette fiction, censée se dérouler sur les plages de Normandie, a en fait été tournée sur la plage de "la pointe aux oies", entre Wimereux et Ambleteuse dans le Pas-de-Calais.

## Récompense
- Prix des collégiens de la Charente-Maritime / TV Mag au Festival de la fiction TV de La Rochelle 2009[1].